# Écoles militaires de Metz
Les écoles militaires de Metz sont le reflet d’une longue tradition militaire dans la cité messine. Place forte de premier ordre du royaume de France, puis de l’Empire allemand, la ville a formé des générations de militaires, pour la France et pour l’Allemagne.

## Contexte historique
Metz devient une place forte française au XVIe siècle, avec la construction de la citadelle, peu après le siège de Charles Quint de 1552. La « protection » de la France sur la République messine se traduit par l’implantation d’une forte garnison dans la cité et par la construction, en 1556, d’une puissante citadelle. Du XVIe siècle au XVIIIe siècle, les fortifications de la ville de Metz connaîtront plusieurs remaniements, qui transformeront radicalement la ville fortifiée médiévale en une véritable place forte moderne. Louis XIV reconnait l’importance militaire de la ville et y envoie l’ingénieur Vauban pour examiner les fortifications. Ce dernier visite la place en 1675 et conclut : « Les autres places du royaume couvrent la province, Metz couvre l’État ». Ses plans sont en partie suivis en 1676, puis repris au début du XVIIIe siècle, par son élève Louis de Cormontaigne, pour l’édification d’une double couronne de fortification. 
Dans le même temps, la garnison de Metz passe de 3 000 hommes, en 1699, à 7 000 hommes en 1750. À cette époque, la première école militaire de Metz, l’école royale d’artillerie de Metz voit le jour pendant la Régence (1715-1723). L’école est créée en même temps que celles de La Fère, Strasbourg, Grenoble et Perpignan, par l’ordonnance royale du 5 février 1720. Les premières casernes Coislin, Chambière et du fort Moselle sont construites. L'artillerie étant considérée comme une arme scientifique, l’école reçoit alors les meilleurs militaires du royaume. École d’application de l’École polytechnique en 1794, elle fusionne en 1807 avec l’école d’artillerie de Châlons et devient l’École d’application de l’artillerie et du génie. Au XIXe siècle, les fortifications voulues par le maréchal Belle-Isle sont renforcées et développées. 
Après la Guerre franco-allemande de 1870, l’école de l’artillerie et du génie est transférée à Fontainebleau, laissant place à la « Kriegsschule Metz », une école de guerre, où passeront de grands noms de l’armée impériale allemande. L’état-major allemand poursuit les travaux de fortification entamés sous le Second Empire. De nouvelles casernes sont construites pour abriter la garnison allemande qui oscille entre 15 000 et 20 000 hommes au début de la période, et dépasse 25 000 hommes avant la Première Guerre mondiale. En 1893, Guillaume II, qui vient régulièrement dans la cité lorraine pour inspecter les travaux d’urbanisme et ceux des forts de Metz n’hésite pas à déclarer : « Metz et son corps d’armée constituent une pierre angulaire dans la puissance militaire de l’Allemagne, destinée à protéger la paix de l’Allemagne, voire de toute l’Europe. ». Pépinière de généraux, l’école fermera finalement ses portes en 1919, après le traité de Versailles. 
Lors de la seconde annexion, deux nouvelles écoles militaires verront le jour à Metz, la « Fahnenjunkerschule VI » et la « Nachrichtenschule der Waffen-SS ».

## École d'application de l'artillerie et du génie
L’École d’application de l’artillerie et du génie est une école militaire et une école d’application de l’École polytechnique créée en 1794 à Metz par le Comité de salut public sur proposition de Lazare Carnot, par fusion de l’école royale d’artillerie de Metz et de l’école royale du génie de Mézières. Elle fut transférée à Fontainebleau après la défaite de 1870 et l’annexion prussienne. L’école royale d’artillerie de Metz est créée en même temps que celles de La Fère, Strasbourg, Grenoble et Perpignan, par l’ordonnance royale du 5 février 1720. Cette ordonnance tirait les conclusions des dernières campagnes de Louis XIV en faisant de l’artillerie une arme scientifique, avec des officiers formés en conséquence. Chacune des cinq villes concernées abriterait un régiment de 4 000 hommes, avec une école d’artillerie à demeure.
En 1794, le Comité de salut public en fait une école d’application de l’École polytechnique et expulse les religieux de l’abbaye de Saint-Arnould, un ancien couvent des dominicains, pour y établir l’école d’artillerie. Bonaparte y rapatrie en 1802 la prestigieuse école royale du génie de Mézières qui fusionne avec l’école d’artillerie et en fait la principale école d’application de l’École polytechnique. L’établissement forme désormais une cinquantaine d’ingénieurs-élèves par an. 
L’école fusionne en 1807 avec l’école d’artillerie de Châlons et devient l’École d’application de l’artillerie et du génie. Après la Guerre franco-allemande de 1870, l’école déménage à Fontainebleau, laissant place à la « Kriegsschule Metz », une école de guerre, où passeront les plus grands noms de l'armée impériale allemande. À Fontainebleau, l’école d’artillerie retrouve son autonomie en 1912, et la formation est distincte de celle du corps du génie, comme c’était le cas avant 1802 ; c’est la fin de l’école d’application créée à Metz un siècle plus tôt, et le début de l’école d’application de l’artillerie.

## Kriegsschule Metz
La Kriegsschule Metz est une école de guerre allemande créée en 1872, pendant l’annexion allemande. Elle fut fermée après le traité de Versailles en 1919. En 1872, une Kriegsschule, académie militaire allemande, est fondée à Metz dans les bâtiments de l’ancienne École d’application de l’artillerie et du génie, laissée vacante par le départ des troupes françaises. Metz devient alors une place forte allemande, où les troupes du XVe corps d’armée prennent possession des casernes laissées par la France. Très vite, une académie militaire semble nécessaire pour former et instruire les officiers affectés dans la nouvelle Alsace-Lorraine, à la frontière française. Il est donc naturel de reprendre les bâtiments de l’ancienne abbaye de Saint-Arnould, dont l’entrée monumentale dans la rue aux Ours, rebaptisée Bärenstrasse, évoque le passé prestigieux.
À la suite de la création à Metz du XVIe corps d’armée de la Deutsches Heer, en 1890, Wilhelm II décide d’y construire de nouvelles casernes, une résidence de fonction pour le commandant du XVIe corps, actuel palais du Gouverneur, et enfin un siège administratif pour l’État-major de ce nouveau corps d’armée. Mais la Kriegsschule restera dans ses anciens locaux. À la veille de la Première Guerre mondiale, Metz était devenue l’une des premières places fortes de l’Empire allemand.

## Fahnenjunkerschule VI
Lors de la seconde annexion, en avril 1943, une nouvelle école militaire allemande est ouverte à Metz. Créée à Beverlo en Belgique le 10 octobre 1942, la Fahnenjunkerschule VI des Heeres, école no 6 d'élèves officiers de l'armée de terre, fut transférée à Metz en avril 1943. La formation militaire des élèves officiers de la Wehrmacht se faisait à la Generaloberst von Seeckt Kaserne. L'école fut fermée en septembre 1944, au début de la bataille de Metz. Forte de 1888 aspirants, sans compter le personnel encadrant, l'école a aussitôt formé 2 bataillons de combat, dotés de canons d'infanterie et de pièces antichars. Les élèves-officiers de la Fahnenjunkerschule VI, placés sous les ordres de Joachim von Siegroth, se distingueront en neutralisant la première attaque de la Ve division d’infanterie américaine dans le secteur de Gravelotte, début septembre 1944, obtenant ainsi l’Ärmelband Metz 1944. L’école sera ensuite transférée à Meseritz en province de Prusse-Orientale.

## Nachrichtenschule der Waffen-SS Metz
La Nachrichtenschule der Waffen-SS Metz est une école des transmissions pour sous-officiers SS, installée à Metz durant la seconde annexion. Hébergée dans les bâtiments de l’ancienne Oberrealschule de Metz, cette formation, placée sous l’autorité du Standartenführer Ernst Kemper débuta à Metz le 15 décembre 1942. Au début de la bataille de Metz, le 10 septembre 1944, l’école fut fermée pour permettre aux élèves de combattre, ce qu’ils firent avec succès. Les anciens stagiaires furent autorisés à porter l’Ärmelband Metz 1944, créé pour distinguer les combattants du Kampfgruppe von Siegroth.
Fin septembre 1944, l’école fut transférée à Nuremberg, puis à Leitmeritz.

## Orientation bibliographique
- Philippe Hoch, L’École d’artillerie et du génie, fleuron des armes savantes à Metz, Armes savantes, Metz, 1993 (p. 7-36).
- P. Chalmin: L’École de Metz, Revue historique de l’armée, no 3., 1962.
- Georges Ducrocq: L’École d’application de Metz, Austrasie, 1908-1909 (p. 151-173).
- Maurice Dumontier : École du génie de Metz (1794-1802). École d’application de l’artillerie et du génie de Metz (1802-1870). - Nancy, 1957.
- Maurice Dumontier : École du Génie de Metz (1794-1802). - P.L., 1961, 2, (p. 49-58).
- Maurice Dumontier : L’École d’application de l’artillerie et du génie à Metz, sous la seconde république et le second empire. – P.L., 1961, 4 (p. 122-135).
- Maurice Dumontier : L’École d’artillerie et du Génie de Metz sous l’Empire, la Restauration et la Monarchie de Juillet (1803-1845). P.L., 1961, 3 (p. 86-102).
- Maurice Dumontier : École du génie de Metz (1794-1802). École d’application de l’artillerie et du génie de Metz (1802-1870). - Nancy, 1957.
- Goetschy (général): Les derniers jours de l’École d’application de Metz, in Revue du Génie militaire, 1933.
- Théodore Le Puillon de Boblay: Esquisse historique sur les Écoles d’artillerie, pour servir à l’histoire de l’École d’application de l’artillerie et du génie, RousseauPallez, Metz, 1858.
- Pierre PHILIPPE : Les rapports de l’Académie Nationale de Metz et de l’école d’application de l’artillerie et du génie sous la restauration, in M.A.M., 1976-1977, (p. 3-18).
- Reversat: L’École d’application de l’artillerie et du génie à Metz, in Bulletin du Génie militaire, 1964 (p. 5-37).
- Webern (von): Die Kriegsschule Metz am Tage ihres 25 Jährigen Bestehens, Metz, Seifert et Lang, 1897.